# ニュートンメートル
ニュートンメートル（newton metre、記号:N m, N·m）は、国際単位系 (SI) における力のモーメント（トルク）の単位である。
1ニュートンメートルは、「ある定点から1メートル隔たった点にその定点に向かって直角方向に1ニュートンの力を加えたときのその定点のまわりの力のモーメント」（計量単位令による）と定義されている。
ニュートンメートルは、ジュール（エネルギー、仕事のSI単位）と次元的に等しい。しかし、エネルギーや仕事をニュートンメートルで表すと混乱を招くため（力のモーメントはエネルギーではない）、ニュートンメートルは力のモーメントの単位としてのみ使用すべきである。
ニュートンメートルという単位は、分野によってはよく使われる割には名称が長いので、アメリカの一部の人は "newton meter"（meterはmetreのアメリカ綴り）を略して "neuter" と呼んでいる（かばん語も参照）。

## 単位の換算
- 1 メートル重量キログラム(m kgf) = 9.80665 N·m
- 1 センチメートル重量キログラム(cm kgf) = 98.0665 mN·m
- 1 フィート重量ポンド（フートポンドとも）(ft lbf) = 1 重量ポンドフィート（ポンドフィートとも） = 1.3558179 N·m
- 1 インチ重量オンス = 7.0615518 mN·m